# Laura Kipp
Laura Kipp (* 1996 in Waiblingen) ist eine deutsche Jazzmusikerin (Gesang), die häufig nur als Laura auftritt.

## Leben und Wirken
Kipp wuchs in Reutlingen auf; ihr Gesangstalent wurde durch ihren Musiklehrer entdeckt und auf dem Friedrich-List-Gymnasium gefördert. Sie studierte im Jazzstudiengang der Hochschule für Musik und Darstellende Kunst Stuttgart bei Fola Dada und Anne Czichowsky und am Pariser Konservatorium. Von 2016 bis 2018 gehörte sie zum Bundesjazzorchester, mit dem sie Michael Villmows Jazzoratorium Verley uns Frieden aufführte (CD 2017 bei Double Moon Records).
Kipp sang 2017 bei den Stuttgarter Jazz Open als Hintergrundsängerin für George Benson, Dee Dee Bridgewater, Jacob Collier und Quincy Jones, der ihr eine große Karriere prophezeite. Im Duo MachantMachant arbeitet sie mit dem Geiger und Mandolinisten Robin Antunes. Jens Loh und Cornelius Claudio Kreusch produzierten 2021 ihr Debütalbum Quiet Land für GLM, auf dem sie Songs mit eigenen Texten vorstellte. 2023 folgte beim selben Label ihr Album Sunset Balcony.